# Steve Grote
Steve Grote, (nacido circa 1955 en Cincinnati, Ohio) es un exjugador de baloncesto estadounidense. Aunque no llegó a jugar como profesional, jugó para los Estados Unidos, consiguiendo la medalla de bronce en el mundial de Puerto Rico 1974.